# Casa de Chavães

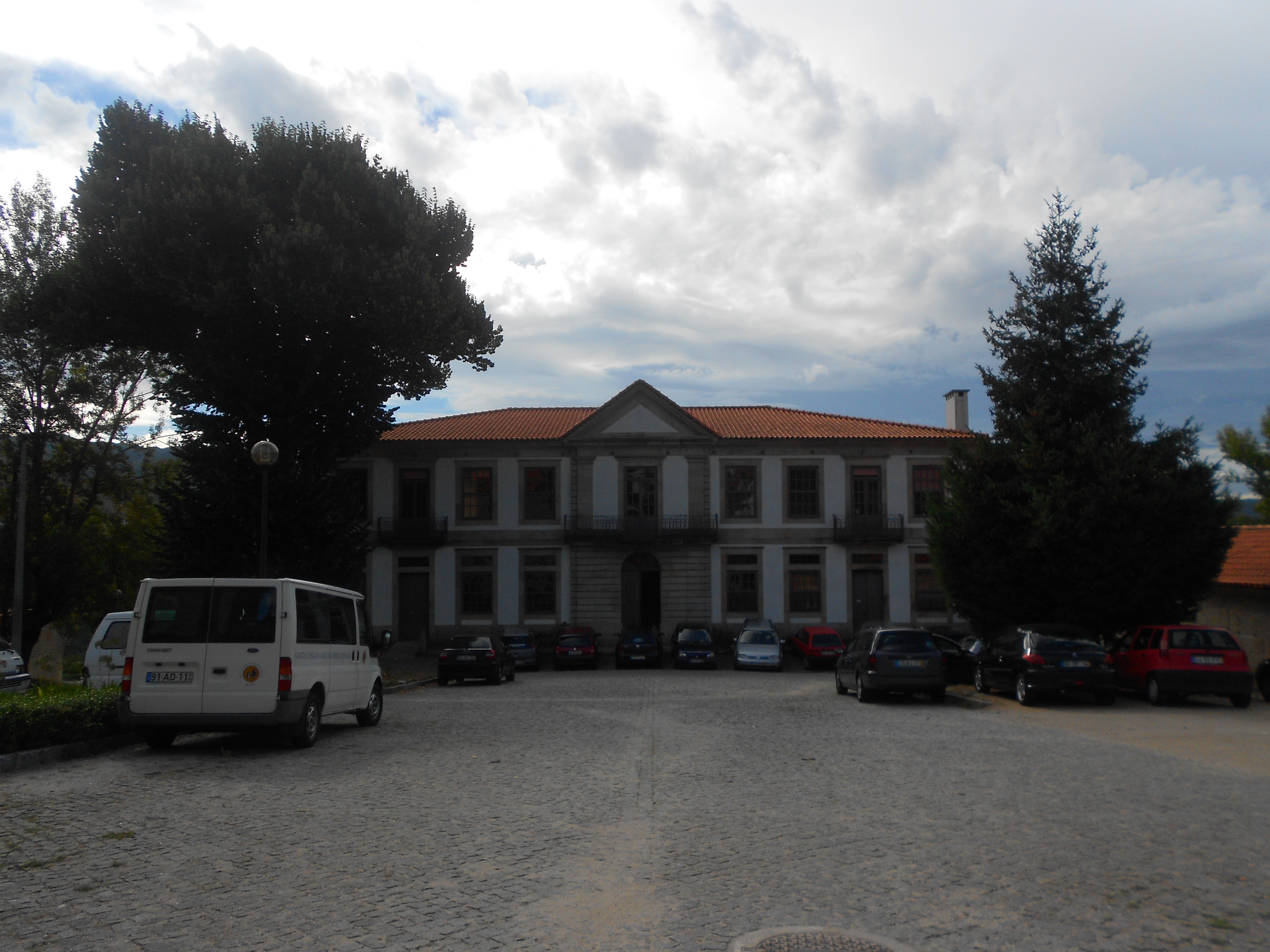
Casa de Chavães.

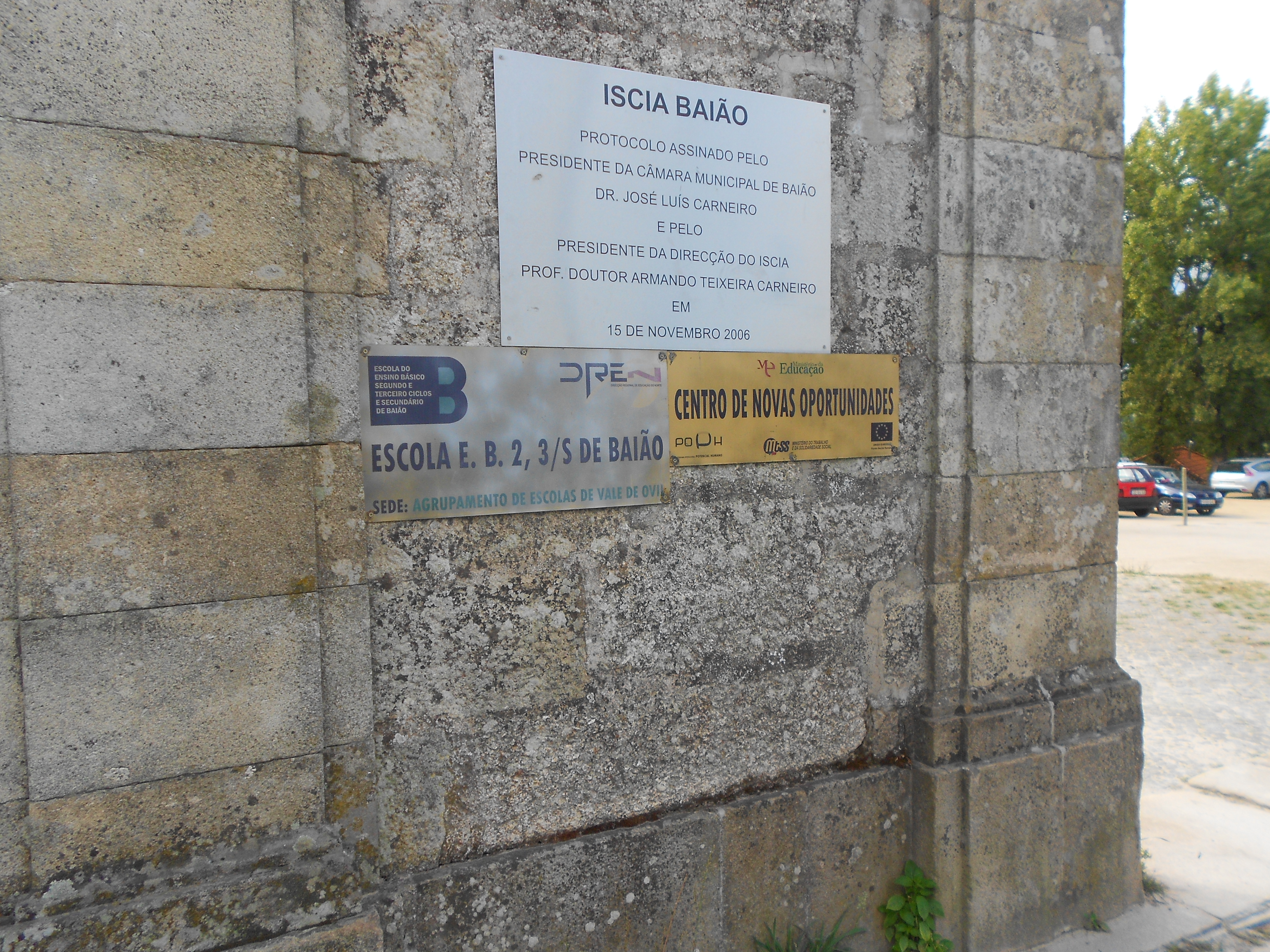
Casa de Chavães enquanto sede do Agrupamento de Escolas do Vale de Ovil.

A Casa de Chavães localiza-se em Ovil, na atual freguesia de Campelo e Ovil do Município de Baião, em Portugal. Está ligada à figura de um dos mais ilustres militares de todo o percurso da revolução liberal portuguesa, Francisco de Paula de Gouveia Lobo de Ávila.

## História
De facto, este general corajoso, também com passagem na política, como deputado, foi daqueles que, depois de se ter notabilizado na Galiza por ter salvo duas bandeiras portuguesas, passou a Inglaterra de onde foi para a ilha Terceira, sendo um dos bravos companheiros de D. Pedro IV no célebre desembarque do Mindelo.
Casado com D. Teresa Teles Lobo de Ávila, foi sucessivamente condecorado pelos feitos da sua acção em prol das ideias liberais, até que a inveja de alguns adversários tentou, contra a força da verdade da história, diminuir os méritos do seu reconhecimento público.

## Função atual
Mas a Casa de Chavães, fazendo jus à sua presente utilização pública depois da recuperação realizada pela autarquia, foi local de colónias de férias de muitas crianças e jovens quando esteve temporariamente na propriedade do albergue distrital e ficou ligada a dois projectos marcantes da história mais recente do concelho de Baião: a formação da agentes de educação familiar rural que estiveram na origem da Obra do Bem Estar Rural e o alargamento da escolaridade pública obrigatória, como primeira sede da Escola Preparatória D. Duarte, antes desta se transferir para a Vila de Baião.
Entre Março de 2011 e Março de 2013 a Casa de Chavães foi a sede temporária do Agrupamento de Escolas do Vale de Ovil, devido as obras de recuperação da escola secundaria. Foram instalados contentores nas imediações da casa principal, onde decorreram as aulas.